# Witte- en Zwarte Brekken en Oudhof
De Witte en Zwarte Brekken en Oudhof is een natuurgebied ten zuiden van de Friese plaats Sneek (Nederland).

## Natura 2000
Witte en Zwarte Brekken (zonder en Oudhof in de naam) is een Natura 2000-gebied dat op 14 maart 2011 zo in de Staatscourant stond. Oosrspronkelijk was op 24 maart 2000 een gebied onder de naam Witte en Zwarte Brekken en Oudhof aangewezen. Wijzigingen van begrenzing en doelen leidde tot het besluit van 14 maart 2011 nu met de naam Witte en Zwarte Brekken.

## Geografie
Andere plaatsen in de buurt zijn IJlst, Hommerts, Jutrijp en Oppenhuizen. Het ligt in de gemeente Súdwest-Fryslân. Via het Johan Frisokanaal en het Prinses Margrietkanaal is het gebied verbonden met het Koevordermeer en het Sneekermeer. Via de Woudvaart (Woudfeart) heeft het een verbinding met Sneek. Het gebied bestaat onder meer uit de meren Witte Brekken, Zwarte Brekken en Oudhof, de wateren Ooster Wijmerts, Modderige Rijd en Het Nauw van de Brekken. Ook liggen er meerdere eilanden in het gebied zoals De Krite, Deekland, De Lange Warren en het Rietschar.

## Ontstaan
De Witte en Zwarte Brekken en Oudhof is een laagveengebied dat bestaat uit een complex van meren, waterlopen, boezemlanden en zomerpolders. Het water is ontstaan door erosie van het veenpakket. Dit is nog mooi te zien aan het verkavelingspatroon. Dit patroon is op de verschillende eilanden en ten zuiden van Sneek identiek. Het woord 'brekken' betekent dan ook 'door water gebroken land'. Dat de erosie ook in de huidige tijd doorgaat is goed te zien aan de kleine eilandjes in de Swarte Brekken, die duidelijk afkalven. De Wite en Swarte Brekken waren vrij recent nog veel duidelijker van elkaar gescheiden door een landtong. Deze is langzaam veranderd in losse pollen riet en ten slotte (in de jaren 90) helemaal verdwenen.

## Ecologie
Beheerder van het gebied is Staatsbosbeheer. Het is aangewezen als Vogelrichtlijngebied vanwege de 's winters in groten getale overnachtende kleine rietganzen, kolganzen, brandganzen en smienten. Van de kleine rietgans overnacht ongeveer 17% van de wereldpopulatie in de zomerpolders van het gebied. Daarnaast komt ook de rodelijstsoort Noordse woelmuis in het gebied voor.
Tijdens de vogeltrek worden de zomerpolders druk bezocht door tienduizenden steltlopers, waaronder kemphanen en goudplevieren. 's Zomers broed de gele kwikstaart in de vochtige graslanden.
In het verleden was dit gebied een belangrijk bolwerk voor de wilde kievitsbloem, maar deze is hier reeds lang uitgestorven.

#### Beschrijving door Ministerie LNV
- Uitgebreide gebiedsbeschrijving van het Ministerie van Landbouw, Natuur en Voedselkwaliteit.